# Adam Lukas
Adam Lukas (* 1991 in Sankt Veit an der Glan; eigentlich Lukas Obernosterer) ist ein österreichischer Filmkomponist.

## Leben
Adam Lukas ist ein Sohn der Kärntner Liedtexterin Dagmar Obernosterer. Er erhielt als Kind Klavierunterricht. Nach der Matura und dem Zivildienst übersiedelte er nach Wien. Dort machte er eine Ausbildung in Tonsatz und Komposition am Prayner Konservatorium, die er 2012 abschloss. Außerdem studierte er an der Universität für Musik und darstellende Kunst Wien, mit dem Ziel sich zusätzlich als Musikpädagoge auszubilden.
Lukas begann in Österreich als Arrangeur und Komponist für Filme, Werbung und Videospiele tätig zu sein. Er übersiedelte 2019 nach Los Angeles, um als Komponist für das Musikunternehmen Bleeding Fingers Music von Hans Zimmer zu arbeiten. Seine Musik kam bei Produktionen unter anderem der  BBC, des FOX Network, des ORF und des ZDF zum Einsatz.

## Filmografie
- 2013: Hek Tick Tack
- 2017: Cairo Jazzman
- 2018: Am Himmel
- 2018: Es wird besser
- 2018: The Loser Takes It All
- 2018: Loslassen
- 2018: Mission erfüllt
- 2019: Malou
- 2020: Being the Queen
- 2020: Durchschaut
- 2020: Expedition Everest
- 2020: Primates: Family Matters
- 2020: Primates: Secrets of Survival
- 2021: The Bubble
- 2021: Flooded Tombs of the Nile
- 2024: Hagen – Im Tal der Nibelungen

## Auszeichnungen
- 2. Platz beim Wiener Filmmusik-Preis 2016[5]
- Outstanding Music Composition, News & Documentary Emmy Award 2021 (für Primates, mit Denise Santos)[6]